# Vera (seizoen 1)
Dit artikel vat het eerste seizoen van Vera samen. Dit seizoen liep van 1 mei 2011 tot en met 22 mei 2011 en bevatte vier afleveringen. 

## Rolverdeling

### Hoofdrollen
- Brenda Blethyn - DCI Vera Stanhope
- Jon Morrison - DC Kenny Lockhart
- David Leon - DS Joe Ashworth
- Riley Jones -  DC Mark Edwards
- Wunmi Mosaku -  DC Holly Lawson
- Paul Ritter - dr. Billy Cartwright

## Afleveringen
| Nr. | Aflevering | Titel          | Schrijver     | Regisseur        | Selectie gastrollen | Uitzenddatum |  |
| --- | ---------- | -------------- | ------------- | ---------------- | --- | ------------ |  |
| 1 | 1          | Hidden Depths  | Paul Rutman   | Adrian Shergold  | Juliet Aubrey - Felicity Calvert Murray Head - Peter Calvert Craig Conway - Davy Sharp Philip Correia - Ben Craven Sam Fender - Luke Armstrong Gina McKee - Julie Armstrong                        | 1 mei 2011   |  |
| Wanneer de vijftienjarige Luke Armstrong gewurgd wordt gevonden, in een bad met bloemen en kaarsen, gaan Vera en Joe op onderzoek uit. Julie, de moeder van Luke, vertelt aan hen dat Tommy, een vriend van Luke, een paar maanden terug onder verdachte omstandigheden is verdronken en dat zijn vader hier van werd verdacht. Dan wordt het vermoorde lichaam van lerares Lily Marsh op het strand gevonden, ook omgeven door bloemen. Haar lichaam werd gevonden door een groep vogelaars. Hieronder bevonden zich het echtpaar Peter en Felicity Calvert, eigenaars van een strandhuis waar Lily in zou gaan wonen, en Gary Wright, een vriend van Julie. Lily had een suikeroom die haar regelmatig geld gaf, en Vera ontdekt dat Tommy Lily samen met haar suikeroom had gefotografeerd. Tommy verdronk hierna in zee doordat zijn fotocamera in het water viel en hij deze probeerde te redden. Vera vermoedt dat Tommy het bewijs wilde uitwissen en dat de suikeroom Peter Calvert is. Uiteindelijk ontdekt zij dan dat Clive, een vriend van Peter, mentaal instabiel is en dat hij de moordenaar is van Luke en Lily. Clive voelt dat zijn dagen zijn geteld en ontvoert dan het zusje van Luke. De politie kan haar net op tijd redden uit de handen van Clive. |            |                |               |                  | |              |  |
| 2 | 2          | Telling Tales  | Paul Rutman   | Peter Hoar       | Amber Britton-Dyer - Abby Mantel Lolita Chakrabarti - Caroline Fletcher Elizabeth Edmonds - Mary Winter Gary Lewis - Robert Winter Emun Elliott - James Bennett Katie Foster-Barnes - Emma Bennett | 8 mei 2011   |  |
| Jeannie Long, een veroordeelde gevangene voor moord op Abigail Mantel (jonge dochter van haar geliefde Keith), ontsnapt uit de gevangenis. Zij raakt dan in een conflict met haar vader en pleegt hierna zelfmoord. Na haar dood komt er bewijs dat zij onschuldig was aan de moord op Abigail, dit had zij zelf ook altijd beweerd, en Vera besluit de moordzaak te heropenen. Op een liefdadigheidsavond, waar Keith zijn respect uit voor Jeannie, wordt Chris Winter, zoon van Jeannie’s reclasseringsambtenaar Robert, vermoord. Chris had geprobeerd contact te krijgen met ex-politieagente Caroline Fletcher, die Jeannie had gearresteerd voor de moord en later een affaire kreeg met Keith. Vera verdenkt op het eerste moment Chris van de moord maar realiseert zich dat hij een getuige was en dat hij de werkelijke moordenaar wilde beschermen. Wanneer Keith wordt aangevallen nadat hij een geheim wilde openbaren van een familielid, ontdekt Vera dat de familie Winter een, en waarschijnlijk twee, moordenaars wil beschermen. |            |                |               |                  | |              |  |
| 3 | 3          | The Crow Trap  | Stephen Brady | Farren Blackburn | Elizabeth Carling - Bev MacDonald Amy Cudden - Grace Bishop Daniel Flynn - Godfrey Waugh Jane Holman - Bella Furness Jack McBride - Dougie Furness John Lynch - Edmund Fulwell                     | 15 mei 2011  |  |
| Bella Furness wordt in een schuur gesleurd en daar vermoord. Haar lichaam wordt gevonden door milieuactiviste Anne Preece, die onderzoek uitvoerde naar het bedrijf van Godfrey Waugh die boringen wilde uitvoeren in een groeve. Vera ontdekt tijdens haar onderzoek dat Godfrey een affaire heeft met Anne. Bella was ook een felle tegenstander van de boringen, maar door haar dood kan haar stiefzoon Neville, van wie de zaak failliet dreigt te gaan, het huis verkopen. Dan komt Bev McDonald ook in beeld als verdachte, zij beschuldigde Bella van het verdwijnen van haar zoon Lee twaalf jaar geleden. De man van Bella, Dougie, die nu herstellende is van een beroerte gaf haar toen een alibi. Vera ontdekt door Dougie dat Bella van gedachte veranderde en haar huis wilde verkopen aan Waugh. Dit zorgt ervoor dat Vera haar aandacht vestigt op campagneleider Edmund Fulwell, die een eigen geheim met zich meedraagt. De oplossing van de moord, en waarschijnlijk een dubbele moord, zit in een ouder-kind relatie, en ook de ontdekking van het lot van Lee McDonald. |            |                |               |                  | |              |  |
| 4 | 4          | Little Lazarus | Paul Rutman   | Paul Whittington | Tim Dutton - Aidan Carmichael Kerry Fox - Patricia Carmichael Judi Earl - Theresa Philip Harrison - fotograaf Sam Jarvis - Adam Wilde Laura Norton - Margaret Wilde                                | 22 mei 2011  |  |
| Een vrouw wordt vermoord in een heg waarbij haar zoon de aanval overleeft door zich te laten vallen in een bevroren vijver. Vera springt in de vijver en kan hem bevrijden en tot ieders verbazing overleeft hij zijn verwondingen. Vera onderzoekt dan de moord op zijn moeder en ontdekt dan dat de oplossing hiervan diep in het geheugen van de zoon verborgen ligt. Tijdens het onderzoek ontstaat er een speciale band tussen Vera en de jongen. |            |                |               |                  | |              |  |